# Drammensbrua
Drammensbrua je silniční trámový most v norském městě Drammen v kraji Buskerud. S celkovou délkou 1900 m je nejdelším mostem v zemi.
Původní most byl dokončen v roce 1975 s celkovou délkou 1892 m, byl dvouproudý a celkově měl 42 polí, z toho největší mělo délku rozpětí 60 m. Na počátku 21. století však samotný dvouproudý most nevyhovoval a proto bylo rozhodnuto o výstavbě druhého dvoupruhového mostu, který měl vést paralelně se starým. Výstavba nového mostu byla zahájena v prosinci 2004 a otevřený byl v prosinci 2006. Finanční náklady na jeho výstavbu činily 874 milionů NOK. Délka nového mostu je 1900 m a výška mostovky nad hladinou řeky Drammenselva je 11 m. Během výstavby nového mostu byly také přestavěny původní pilíře starého mostu s obdélníkovým půdorysem na pilíře s kruhovým půdorysem.